# Střečkův kopec
Střečkův kopec je kopec a přírodní památka severovýchodně od obce Blatnice pod Svatým Antonínkem v okrese Hodonín. Důvodem ochrany je jediný známý odkryv antoníneckého souvrství (flyš).